# Louis Althusser
Louis Pierre Althusser, francoski marksistični filozof, * 16. oktober 1918, Birmendreïs, Alžirija, † 22. oktober 1990, Pariz, Francija.